# Millettia pseudoracemosa
Millettia pseudoracemosa là một loài thực vật có hoa trong họ Đậu. Loài này được Thoth. & S.Ravik. miêu tả khoa học đầu tiên.